# Arterias ciliares posteriores cortas
Las arterias ciliares posteriores cortas son arterias que se originan como ramas colaterales de la arteria oftálmica, que emergen de ella en número de seis a doce cuando dicha arteria cruza el nervio óptico.

## Ramas
Presentan ramos para la cara interna de la esclerótica y ramas que se anastomosan entre sí y forman un anillo arterial llamado círculo de Haller.

## Trayecto
Se dirigen hacia adelante alrededor del nervio óptico, hacia la parte posterior del globo ocular, perforan la esclerótica alrededor de la entrada del nervio óptico, e irrigan la coroides (hasta el ecuador del ojo) y los procesos ciliares.
Algunas ramas de las arterias ciliares posteriores cortas también irrigan el disco óptico a través de un anillo anastomótico, el círculo de Zinn-Haller, círculo de Haller o círculo de Zinn, que está asociado con la extensión fibrosa de los tendones oculares del anillo tendinoso común o anillo de Zinn.

## Distribución
Distribuyen la sangre hacia la coroides y los procesos ciliares.

## Imágenes adicionales
| |
| Imagen de la porción terminal del nervio óptico y su entrada en el globo ocular, en sección horizontal. |